# Pandanals
Pandanal  (Pandanales) és un ordre de plantes amb flor.

## Característiques
L'ordre Pandanal inclou plantes que se semblen a les palmeres, plantes enfiladisses i plantes herbàcies.

## Classificacions
El sistema APG II, de 2003, ubica l'ordre Pandanals dins els monocots:
- família Cyclanthaceae
família Pandanaceae
família Stemonaceae
família Triuridaceae
família Velloziaceae

El Sistema Cronquist, de 1981, posa l'ordre Pandanal dins la subclasse Arecidae dins la classe Liliopsida [=monocotilèdons]:
- ordre Pandanales
família Pandanaceae